# Dihydroisocumarina
Dihydroisocumarinas son compuestos fenólicos relacionados con isocumarina. Glucósidos de dihydroisocoumarin se pueden encontrar en Caryocar glabrum.